# Linee celeri della Brianza
Le linee celeri della Brianza furono un progetto di metrotranvie, mai realizzato, elaborato nel 1959 dai tecnici dell'ATM di Milano al fine di sostituire le tranvie interurbane Milano-Carate e Milano-Limbiate.
Un progetto analogo fu quello delle linee celeri dell'Adda che fu parzialmente realizzato nella tratta Milano-Gorgonzola ed oggi è inglobato nella linea M2 della metropolitana milanese.

## Il progetto
Il progetto prevedeva due tratte e una diramazione:
- Milano-Carate;
- Milano-Limbiate;
  - Senago-Garbagnate.

Lo sviluppo complessivo delle linee era previsto in 39 chilometri, di cui sei in galleria, con 35 stazioni (5 delle quali sotterranee: Milano Maciachini, Bresso, Desio, Seregno e Carate). Le linee sarebbero state a doppio binario elettrificato.
Il capolinea milanese era previsto all'interno della stazione Garibaldi FS della linea 2 della metropolitana, realizzata perciò a quattro binari. I due binari destinati alle linee celeri della Brianza non furono mai utilizzati; oggi uno dei due è stato provvisto di rotaie e serve da raccordo tra le linee M2 ed M5.
Successivamente, la linea avrebbe corso a fianco del viale Enrico Fermi (aperto proprio in quegli anni), analogamente alle linee celeri dell'Adda correnti a fianco della nuova via Palmanova. La fascia destinata alle linee della Brianza è visibile ancora oggi, adibita a spazio verde.
Lungo questa tratta furono realizzati due sottovia, uno in corrispondenza della cintura ferroviaria, oggi utilizzato dal traffico stradale, e uno in corrispondenza del cavalcavia di via Oroboni su viale Rubicone, utilizzato in seguito dal binario unico della tranvia per Limbiate.
Il progetto prevedeva l'uso di veicoli su pneumatici a strada guidata, per migliorare la qualità di marcia e le prestazioni (accelerazioni e acclività).